# Josef Hovora
Josef Hovora (* 14. března 1946) je bývalý československý hokejový brankář. Kariéru absolvoval v týmu Škoda Plzeň s výjimkou období vojenské služby v sezónách 1966/67 a 1967/68, kdy byl hráčem Dukly Jihlava a podílel se na zisku prvních dvou mistrovských titulů tohoto vojenského týmu.
Dvakrát reprezentoval Československo. 27. a 29. listopadu 1969 nastoupil v přátelském setkání proti Kanadě. První setkání v Košicích skončilo vítězstvím Československa 4-0, odveta v Praze skončila 5-5. Jeho nevýhodou bylo, že v letech, kdy podával nejlepší výkony, mělo Československo k dispozici několik vysoce kvalitních brankářů, zejména Vladimíra Dzurillu a Jiřího Holečka, ale také Jiřího Crhu a Marcela Sakáče.